# اولشنیتسه (ناحیه بلانسکو)
اولشنیتسه (به چکی: Olešnice) یک منطقهٔ مسکونی و شهرستان دارای شهرک سابقاً روستا در جمهوری چک است که در ناحیه بلانسکو واقع شده‌است. اولشنیتسه ۱٬۷۲۲ نفر جمعیت دارد.